# Posledních 24 hodin
Posledních 24 hodin (v anglickém originále Final 24) je kanadský dokumentární seriál, který vysílá Discovery Channel a Global Television Network. Zabývá se posledními 24 hodinami života nějakého člověka, obvykle celebrity.

## Seznam dílů

### 1. série
| # | Osoba               | Datum             | Věk | Příčina smrti                       |
| - | ------------------- | ----------------- | --- | ----------------------------------- |
| 1 | Sid Vicious         | 2. února 1979     | 21  | Předávkování se drogami             |
| 2 | John Belushi        | 5. března 1982    | 33  | Předávkování se drogami             |
| 3 | River Phoenix       | 31. října 1993    | 23  | Drogami zapříčiněné srdeční selhání |
| 4 | Hunter S. Thompson  | 20. února 2005    | 67  | Sebevražda                          |
| 5 | Marvin Gaye         | 1. dubna 1984     | 44  | Zastřelen svým otcem                |
| 6 | John F. Kennedy Jr. | 16. července 1999 | 38  | Letecká nehoda                      |

### 2. série
| # | Osoba                | Datum             | Věk | Příčina smrti                             |
| - | -------------------- | ----------------- | --- | ----------------------------------------- |
| 1 | Keith Moon           | 7. září 1978      | 32  | Předávkování se drogami                   |
| 2 | Anna Nicole Smith    | 8. února 2007     | 39  | Předávkování se drogami                   |
| 3 | Janis Joplin         | 4. října 1970     | 27  | Předávkování se drogami                   |
| 4 | Gianni Versace       | 15. července 1997 | 50  | Zastřelen Andrewem Cunananem              |
| 5 | Nicole Brown Simpson | 12. června 1994   | 35  | Ubodána k smrti                           |
| 6 | Jim Morrison         | 3. července 1971  | 27  | Srdeční selhání (Nebyla provedena pitva.) |
| 7 | David Koresh         | 19. dubna 1993    | 33  | Sebevražda                                |
| 8 | Tupac Shakur         | 13. září 1996     | 25  | Komplikace po střelném zranění            |